# Hore
Hore (grč. Ὤραι, Hórai) u grčkoj mitologiji boginje su životnog reda i godišnjih doba, Zeusove i Temidine kćeri, polusestre Mojra.

## Etimologija
Grčko ime Hora doslovno znači "sati".

## Mitologija

### Prvi naraštaj
U prvom naraštaju Hora bile su boginje godišnjih doba (Grci su imali samo proljeće, ljeto i jesen).
Prikazivane su kao mlade i privlačne žene okružene raznobojnim cvijećem i vegetacijom te ostalim simbolima plodnosti. Štovali su ih ruralni zemljoradnici u Grčkoj.
- Talo (grč. Θαλλώ, Thallô = "ona koja donosi cvat") ili Talata bila je boginja proljeća, pupoljaka i cvjetanja, donositeljica cvijeća, zaštitnica mladosti.
- Aukso (grč. Αυξώ, Auxô = "ona koja povećava") ili Auksezija bila je boginja koja je poticala rast bilja, štovana u Ateni kao jedna od Harita.
- Karpo (grč. Καρπώ, Karpώ = "ona koja donosi hranu"/"koja vene") bila je boginja jeseni, žetve i dozrijevanja, a također je i čuvala Olimp te okruživala planinu oblacima kad bi ga neki bog napustio. Služila je Perzefonu, Afroditu i Heru, a povezivana je s Dionizom, Apolonom i Panom.

### Hore u Argu
U Argu su dvije Hore štovane (vjerojatno ljeto i zima): Damija (moguće da je to drugo ime za Karpo) i Auksezija. Prikazivane su kao kretske djeve štovane kao boginje, pošto su bile kamenovane nasmrt.

### Drugi naraštaj
U drugom naraštaju bile su Eunomija, Dika i Irena, boginje životnog reda koje su održavale društvenu stabilnost. Štovane su u atenskim gradovima, Argu i Olimpiji.
- Dika (grč. Δίκη, Díke = "pravda") bila je boginja moralne, ljudske pravde, a njezina je majka Temida vladala božanskom pravdom. Budući da joj je bilo nemoguće održavati ljude pravednima, Zeus ju je postavio kraj sebe na Olimp.
- Eunomija (grč. Ευνομία, Eunomía) bila je boginja zakona i zakonodavstva. Moguće je da je bila kći Hermesa i Afrodite.
- Irena (grč. Ειρήνη, Eirếne = "mir") bila je boginja i personifikacija mira i bogatstva. Prikazivana je kao prekrasna mlada žena koja nosi rog izobilja, žezlo, baklju ili riton.

### Treći naraštaj
Neki izvori opisuju i treći naraštaj Hora:
- Ferusa je bila boginja imanja i zemljoposjeda
- Euporija je bila boginja bogatstva
- Ortozija je bila boginja blagostanja i napretka.

### Četvrti naraštaj
Non u svom epu Dionysiaca spominje četiri Hore:
- Iar
- Ter
- Himon
- Ftinoporon

## Sati
Postojalo je i dvanaest Hora kao dvanaest sati (izvorno deset) koje su bile boginje danjeg vremena, od izlaska do zalaska sunca.
- Auga, prvo svjetlo
- Anatola ili Anatolija, izlazak sunca
- Muzika, jutarnji sat glazbe i učenja
- Gimnastika ili Gimnazija, jutarnji sat vježbe
- Nimfa, jutarnji sat kupanja
- Mesembrija, podne
- Sponda, žrtve nakon ručka
- Eleta, molitva, prva od popodnevnih radnih sati
- Akta ili Kiprida, jelo i užitak
- Hesperida, večer
- Dizida, zalazak sunca
- Arkta, posljednje svjetlo.

## Vanjske poveznice
- Hore, boginje godišnjih doba i reda, u klasičnoj literaturi i umjetnosti (engl.)
- Hore, boginje danjeg vremena, u klasičnoj literaturi i umjetnosti (engl.)